# Rockology
Rockology è il primo ed unico album solista dell'ex batterista dei Kiss, Eric Carr, morto nel 1991 a causa di due emorragie cerebrali. È stato pubblicato postumo il 19 ottobre del 1999.

## Descrizione
Il disco venne pubblicato 8 anni dopo la morte del batterista. I brani contenuti sono presi da varie demo incise tra il 1986 e il 1989 da Carr in compagnia del suo collega nei Kiss, il chitarrista Bruce Kulick (che si occuperà della produzione del disco). Originariamente, i pezzi qui contenuti erano incompleti e solo nel 1999 sono stati completati da Kulick assieme al tastierista Adam Mitchell.

## I brani
Quelle che seguono sono delle descrizioni dei brani contenuti nell'album, spiegate dallo stesso Bruce Kulick.

### Eyes of Love
Brano presentato durante le sessioni di Hot in the Shade (ultimo album dei Kiss con Carr alla batteria). Nel brano Carr canta e suona basso e batteria. La versione iniziale era priva di assoli e vennero aggiunti da Kulick solamente nel 1999.

### Somebody's Waiting
Ballad scritta da Carr nel 1989 e anch'essa doveva far parte della stessa scaletta di "Eyes of Love". Come il precedente, anche questo pezzo era privo di assoli e vennero aggiunti nel 1999.

### Heavy Metal Baby
Il pezzo non ha un testo ben definito e presenta un'improvvisazione vocale di Carr nell'intento di trovare la lirica giusta per il brano.

### Just Can't Wait
Composto nel 1987, è rimasto incompleto per quanto riguarda le parti vocali. In seguito, Kulick e Mitchell aggiunsero le parti di chitarra e tastiere.

### Mad Dog
Tratto da un'audiocassetta (esiste solamente una copia originale). Carr usa la drum machine e suona il basso, Kulick la chitarra.

### You Make Me Crazy
Inizialmente si chiamava "Van Halen" come tributo alla band omonima. Anche questo pezzo è preso da un'audiocassetta. Carr suona il basso e la drum machine e Kulick la chitarra.

### Nightmare / Nightmare (live demo)
Brano incompleto composto agli inizi del 1987 suddiviso in due versioni. La prima è più completa con le parti di batteria, la seconda è unplugged in cui Carr suona la chitarra acustica, accompagnato da Kulick che suona quella elettrica.

### Too Cool For School
Doveva entrar a far parte della colonna sonora di una serie televisiva animata chiamata "The Rockheads", a cui Carr stava lavorando.

### Tiara
Ballad scritta e suonata da Carr con le tastiere su una drum machine.

### Can You Feel It
Carr suona il basso, Kulick la chitarra su una drum machine. I due avrebbero voluto che Bryan Adams cantasse il pezzo.

### Nasty Boys
Come "Too Cool for School", doveva essere inserito in "The Rockheads". Venne eseguito da Carr alla batteria e il basso e da Kulick alla chitarra.

## Tracce
1. Eyes of Love – 3:29 (Eric Carr, Bruce Kulick, Adam Mitchell)
2. Somebody's Waiting – 3:48 (Carr, Kulick, Mitchell)
3. Heavy Metal Baby – 4:34 (Carr, Kulick, Mitchell)
4. Just Can't Wait – 3:56 (Carr, Kulick, Mitchell)
5. Mad Dog – 3:16 (Carr, Kulick, Mitchell)
6. You Make Me Crazy – 4:04 (Carr, Kulick, Mitchell)
7. Nightmare – 4:22 (Carr, Kulick, Mitchell)
8. Nightmare (Live Demo) – 3:42 (Carr, Kulick, Mitchell)
9. Too Cool For School – 3:59 (Carr, Kulick, Mitchell)
10. Tiara – 4:26 (Carr, Kulick, Mitchell)
11. Can You Feel It – 4:02 (Carr, Kulick, Mitchell)
12. Nasty Boys – 3:27 (Carr, Kulick, Mitchell, Jonathan Daniels)

## Componenti
- Eric Carr - batteria, voce, tastiere, basso, chitarra acustica
- Bruce Kulick - chitarra ritmica e solista
- Adam Mitchell - tastiere, voce addizionale